# Chi Cá quỷ cóc
Chi Cá quỷ cóc (danh pháp khoa học: Trachicephalus) là một chi cá trong họ Cá mao mặt quỷ (Synanceiidae) bản địa của Ấn Độ Dương và tây Thái Bình Dương, nơi loài duy nhất hiện đã biết được tìm thấy trong đáy bùn ở cửa sông.

## Các loài
Hiện tại có 1 loài được ghi nhận trong chi này:
- Trachicephalus uranoscopus (Bloch & Schneider, 1801) - cá quỷ cóc.